# D52-es autópálya (Csehország)
A D52-es autópálya (csehül: Dálnice D52) egy félkész autópálya Csehországban, Brnótól délre. Ha elkészül a D1-es autópályát fogja összekötni a cseh-osztrák határral. Az út része az E461-es európai folyosónak.

## Építése
- Az építkezés az 1970-es évek végén kezdődött: elkészült egy mindössze 7 km-es szakasz, Brnótól délre, de ez nem felel meg az "autóút kritériumainak", ugyanis szintbeli kereszteződések vannak rajta és az út közepén villamospálya fut. Ezért ezt a szakaszt nem számítják az autópálya részének.
- A következő, több mint 16 km hosszú útpályát 1996 decemberében adták át. Azóta nem folytatták az építkezést, így Pohořelicéig tart.
- 2010 körül tervezik elkezdeni az autóút további részeit, egy 22 km-es szakaszt. A határon az osztrák A5-ös autópályához fog csatlakozni.

### Az autópálya-korridor részeként
1939-ben a hitleri Németország megszállta Csehszlovákiát. A kidolgozták a birodalmi autópályák rendszerében fontos szerepet kapott egy Bécset a lengyel Wrocławval az egykori csehszlovák területeken át összekötő autópálya terve. Ennek része lett volna a A88-as autópálya. 
1939 áprilisában kezdődtek az építési munkálatok 73 km-en - a mai R43-ason - de a második világháború miatt 1942-ben az egész építkezést leállították. A háború után, az 1950-es években, az építkezést már nem kezdték el újból, majd az 1960-as években az autópálya befejezésének tervét is elvetették. 

### Fejlesztések a háború után
A terveket a későbbiekben többször is elővették: 
- Az 1970-es években elkészült egy 7 kilométeres szakasz Brno környékén, ez azonban már nem része a napjainkban tervezett nyomvonalnak.
- Az D52-es autópálya a jelenlegi tervek szerint az R43-as autóútból ágazik le, Troubskónál, Brnótól délre. Egy újonnan épített nagy csomóponttal kapcsolódik majd a D1-es autópályához, majd Brnót nyugatról megkerülve, halad a 43-as főúttal párhuzamosan. Az A88-as autópálya futása néhány helyen megegyezik az R43-as autóút tervezett nyomvonalával. A két gyorsforgalmi út Rajhrad közelében találkozik.

### Külső hivatkozások
- Ceskádálnice.cz
- Dalnice-silnice.cz Archiválva 2007. június 26-i dátummal a Wayback Machine-ben
- Rsd.cz